# 다이보레인
다이보레인(diborane, 디보란)은 B2H6 화학식을 갖는, 붕소와 수소로 이루어진 화합물이다. 실내 온도에서는 달콤한 향의 무색의 기체이다. 다이보레인은 공기와 잘 섞이기 때문에 폭발 혼합물을 만들기 쉽다. 다이보레인은 실내 온도에서 습기가 찬 공기에 닿으면 자연 발화한다. 삼중심 이전자 결합을 한다.

## 합성
8 BF3 + 6 NaH → B2H6 + 6 NaBF
4 BCl3 + 3 LiAlH4 → 2 B2H6 + 3 LiAlCl4
4 BF3 + 3 NaBH4 → 2 B2H6 + 3 NaBF4
2 BH4− + 2 H+ → 2 H2 + B2H6
2 NaBH
4 + I
2 → 2 NaI + B
2H
6 + H
2

## 반응
B2H6 + 6 H2O → 2 B(OH)3 + 6 H2
B2H6 + 6 MeOH → 2 B(OMe)3 + 6 H2
B2H6 + 2 LiH → 2 LiBH4
B2H6 + HX → B2H5X + H2 (X = Cl, Br)

## 역사
다이보레인은 19세기 금속 붕소화물을 가수분해하면서 처음 합성하였으나, 이에 대해 분석되지는 않았다. 1912년부터 1936년까지 앨프리드 스톡은 연구를 통해 에테인과 같은 구조의 다이보레인을 처음 제안하였다. S. H. 바우어는 전자회절 측정을 통해 그가 제안한 구조를 지지하는 것으로 보였다.

## 추가 문헌
- H. C. Brown "Organic Synthesis via Boranes" John Wiley, New York, 1975. ISBN 0-471-11280-1.